# ヴォティーフ教会

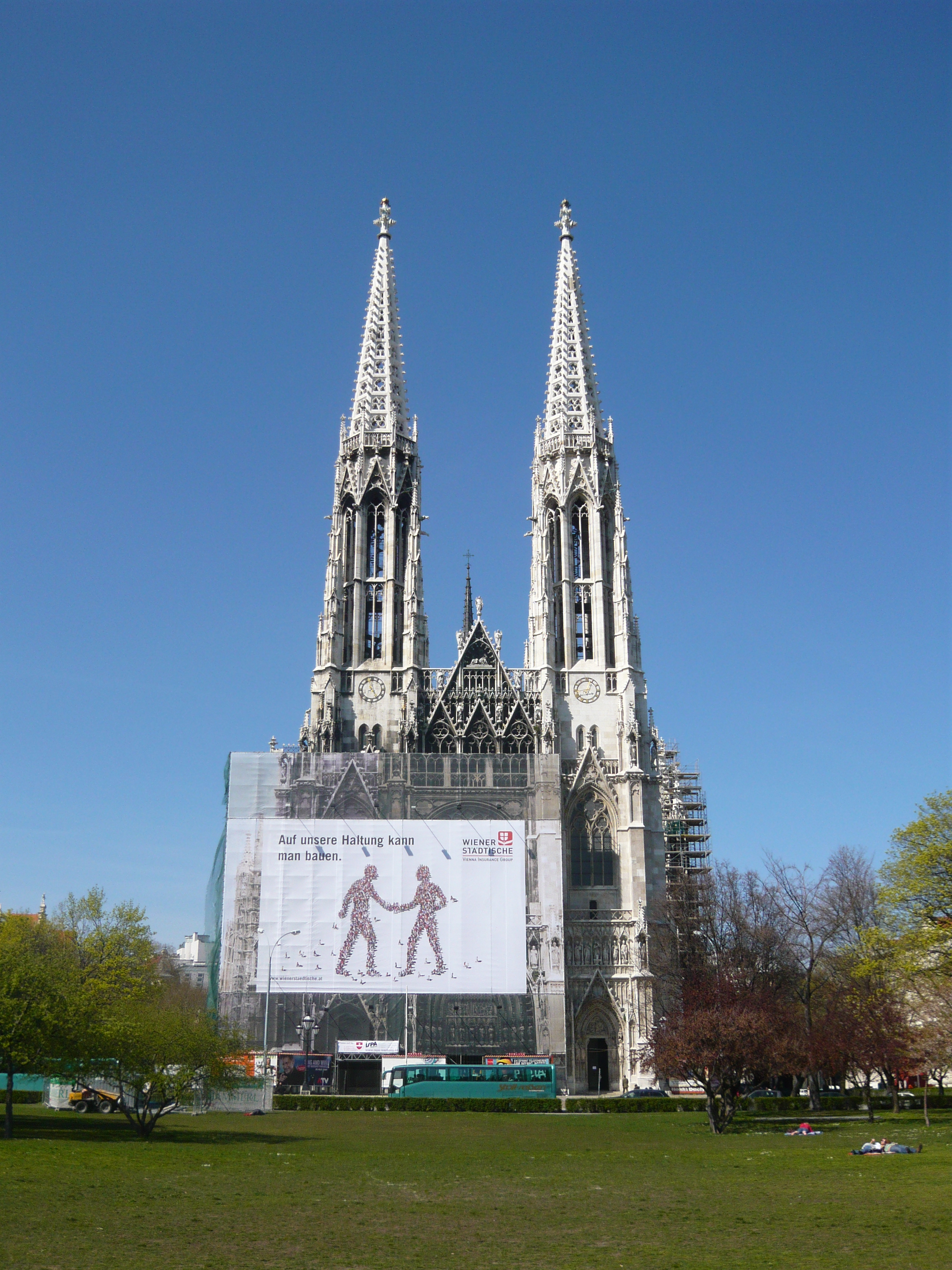
ヴォティーフ教会（2008年）

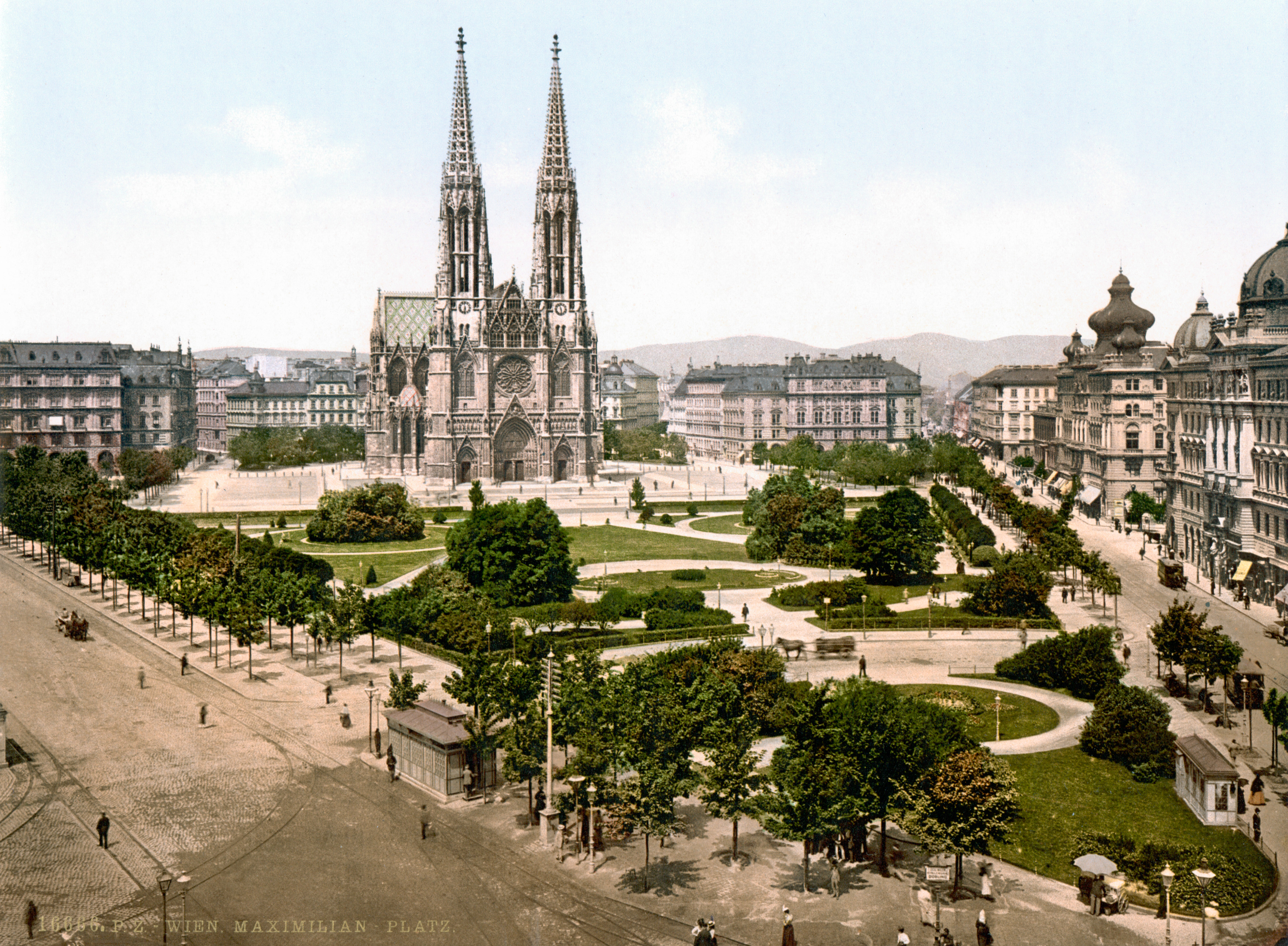
ヴォティーフ教会（1900年頃）

ヴォティーフ教会（ヴォティーフきょうかい、Votivkirche）は、オーストリアのウィーン9区（アルザーグルント）にある教会である。
1853年に皇帝フランツ・ヨーゼフ1世がテロによる暗殺から無傷で逃れられたことを神に感謝し、弟で後のメキシコ皇帝マクシミリアンによって1856年から1879年にかけてウィーン大学近くのリングシュトラーセ沿いに建てられた。
当時26歳だったハインリヒ・フォン・フェルステルがネオ・ゴシック様式で設計。多数のステンドグラスがある教会として有名だがステンドグラス自体の美術的価値は低い。現在博物館を備える。

## 教会
- 見学可能時間
  - 火 - 土曜日：9:00 - 13:00、16:00 - 18:30
  - 日曜日：9:00 - 13:30
- 入場料
  - 無料

## 博物館
- 入館時間
  - 火 - 土曜日：16:00 - 18:00
  - 土曜日：10:00 - 13:00
- 入館料
  - 2.90ユーロ

## アクセス
- 地下鉄 U2ショッテントーア・ウニヴェルジテート (Schottentor-Universität) 駅下車、徒歩5分。
- 路面電車 ショッテントーア (Schottentor) 駅下車すぐ。

## ギャラリー

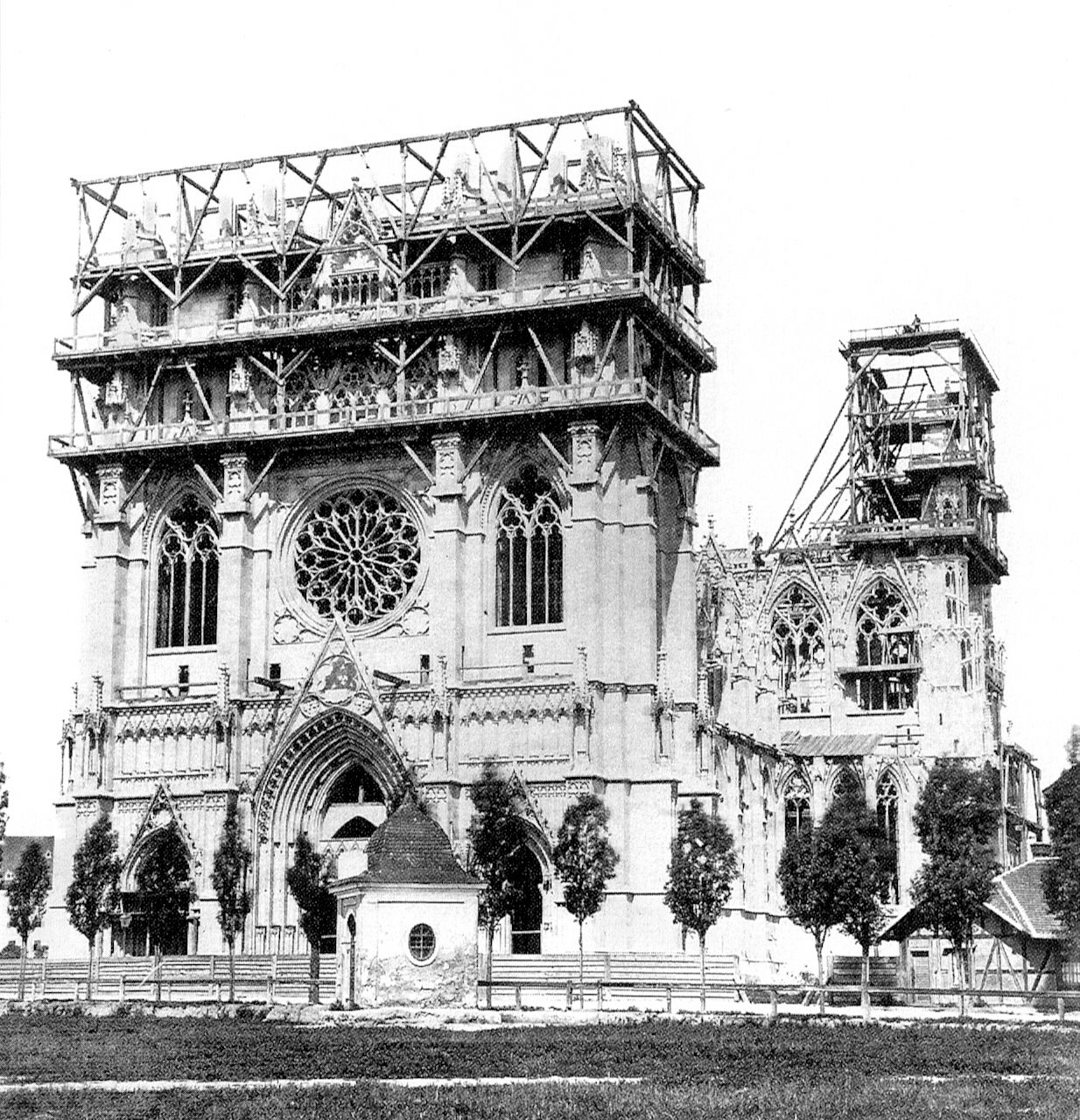
建設途中の風景
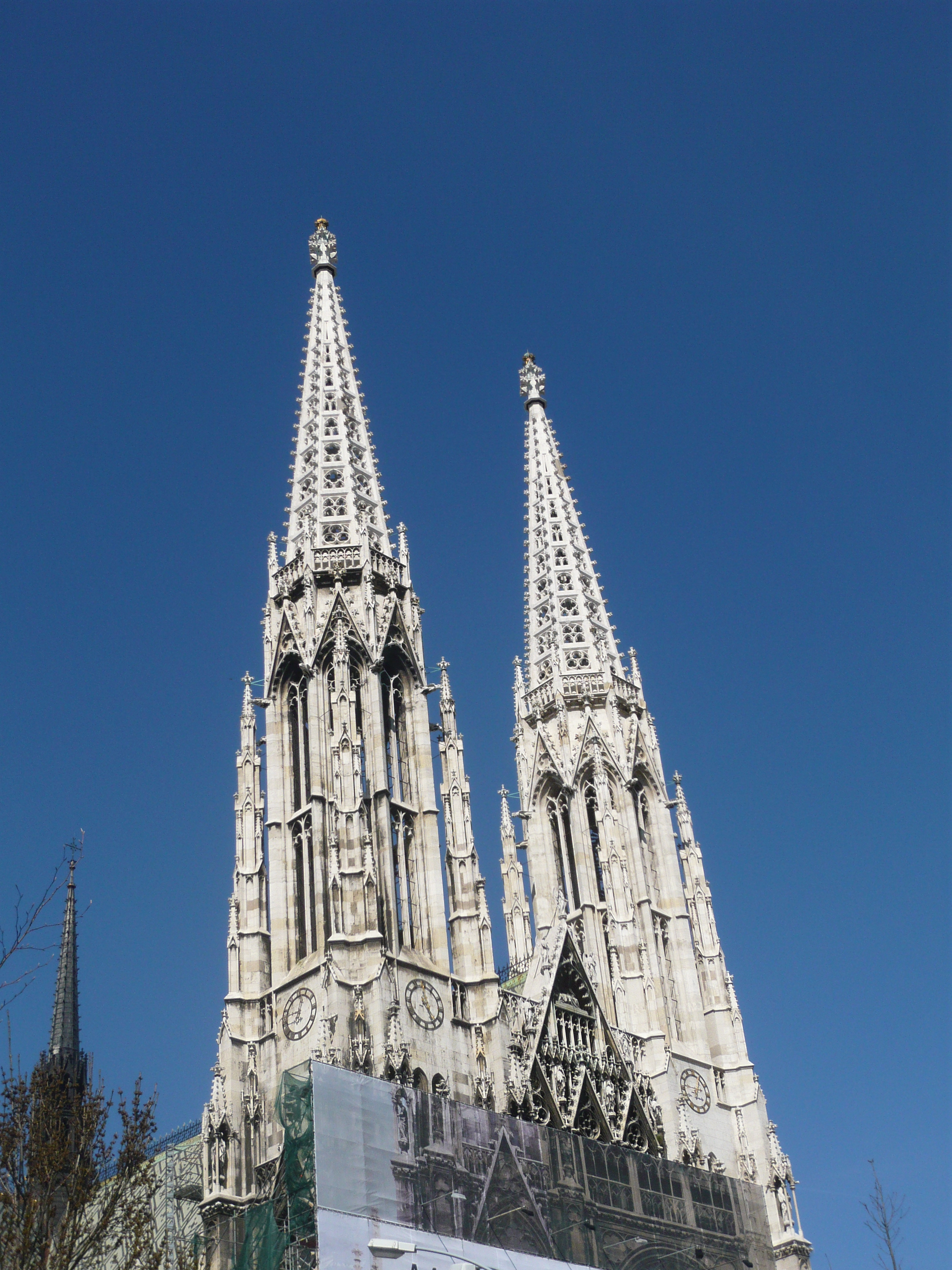
近景
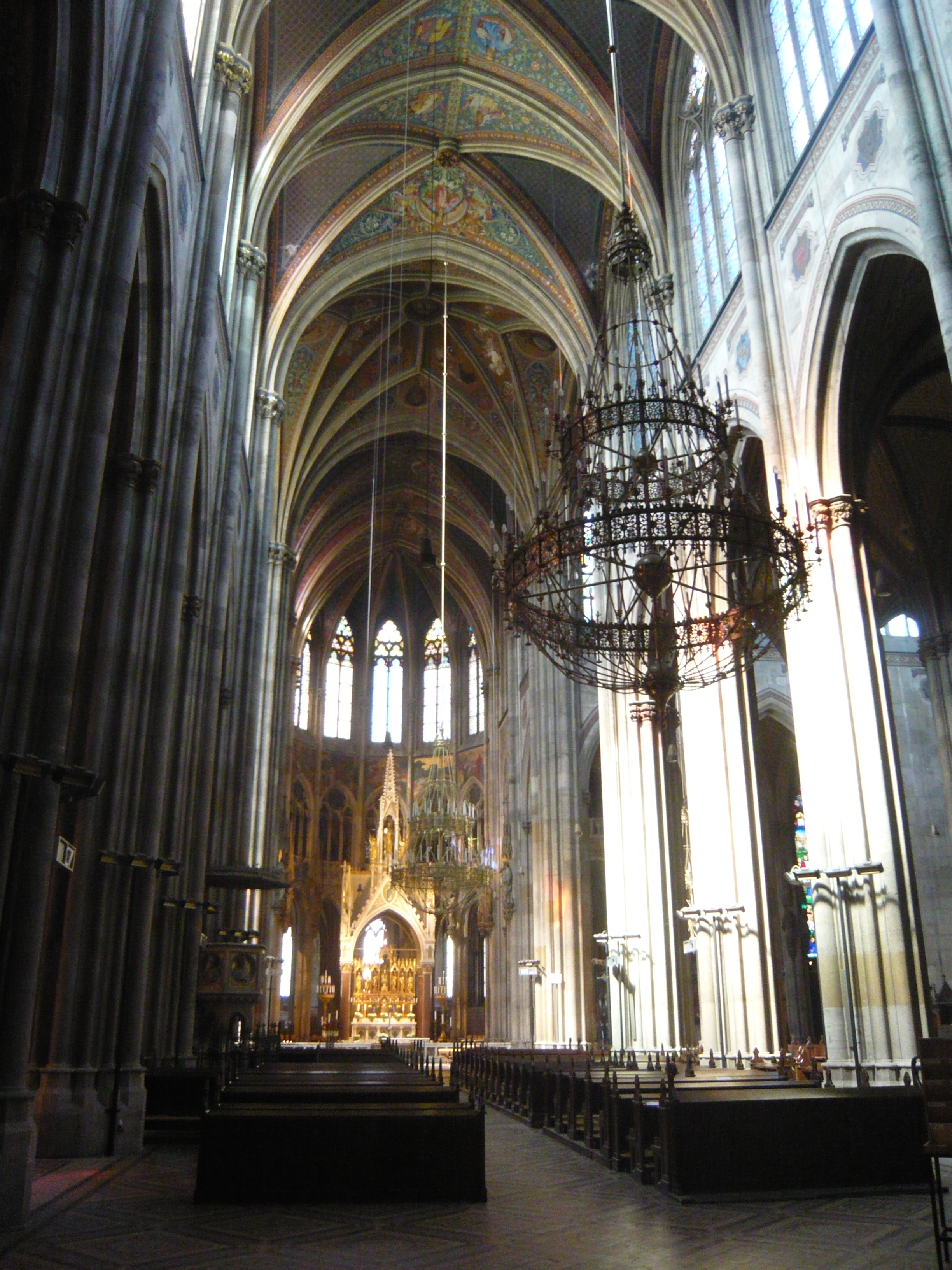
内部
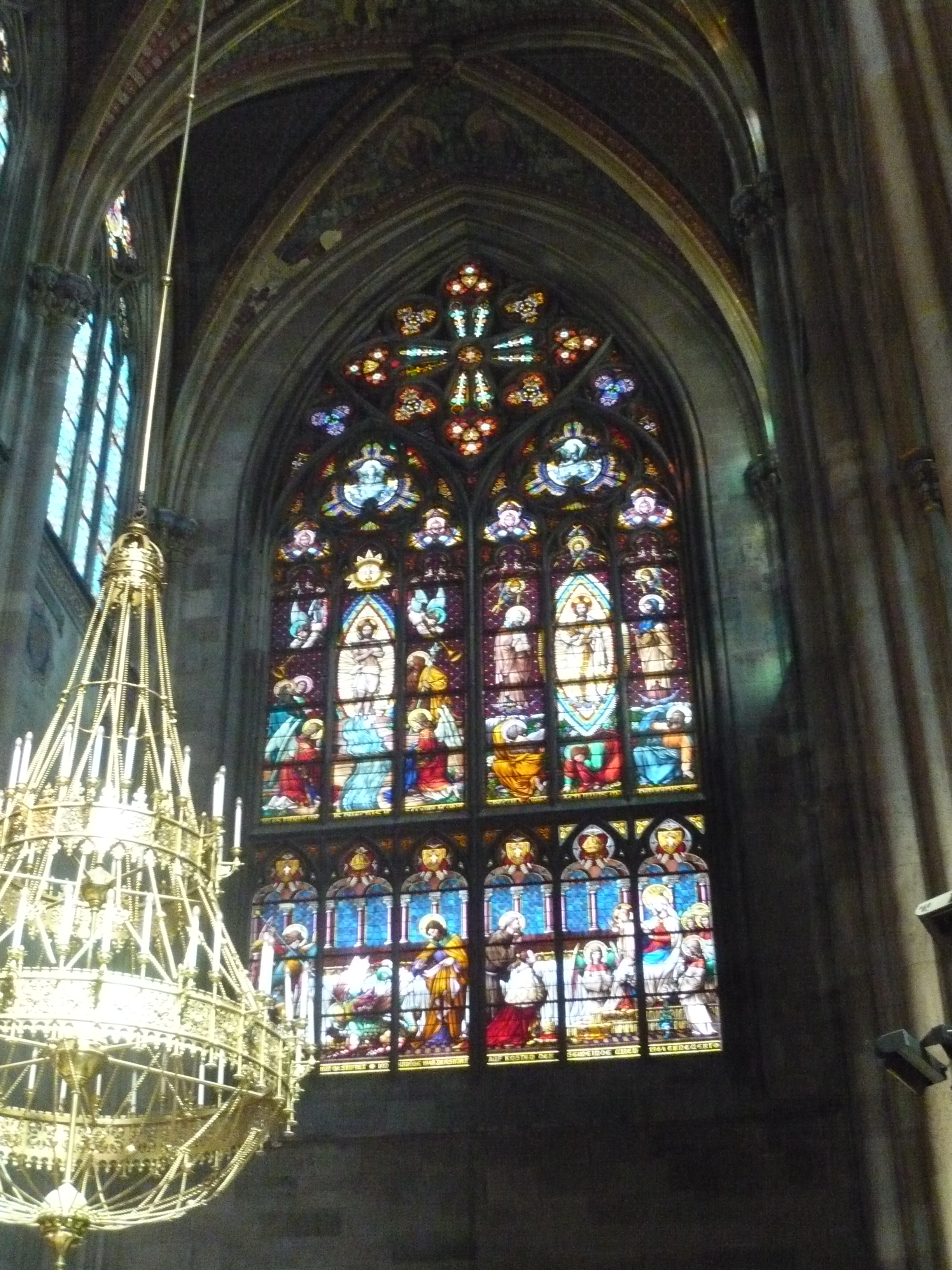
ステンドグラス
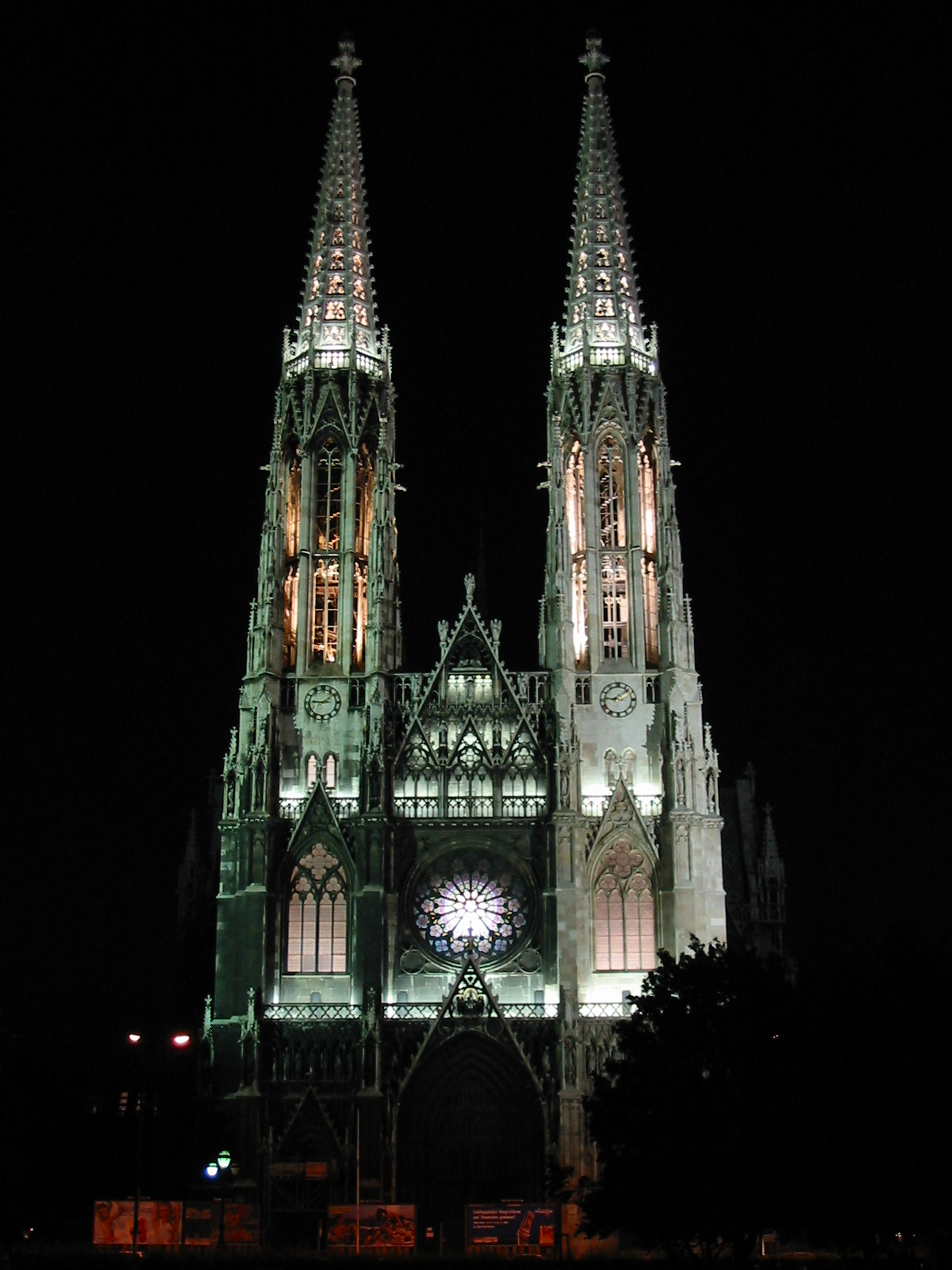
夜の教会